# Bistum San Vicente del Caguán
Das Bistum San Vicente del Caguán (lateinisch Dioecesis Sancti Vincentii, spanisch Diócesis de San Vicente del Caguán) ist eine in Kolumbien gelegene römisch-katholisches Diözese mit Sitz in San Vicente del Caguán.

## Geschichte
Das Apostolische Vikariat San Vicente-Puerto Leguízamo wurde am 9. Dezember 1985 durch Papst Johannes Paul II. aus Gebietsabtretungen des Apostolischen Vikariates Florencia errichtet. Einen Teil seines Territoriums verlor es am 22. Februar 2013 zugunsten der Errichtung des Apostolischen Vikariats Puerto Leguízamo-Solano.
Am 30. Mai 2019 erhob Papst Franziskus das Apostolische Vikariat in den Rang eines Bistums und unterstellte es dem Erzbistum Ibagué als Suffragandiözese. Papst Franziskus unterstellte das Bistum am 13. Juli desselben Jahres dem Erzbistum Florencia als Suffragandiözese.

## Ordinarien

### Apostolische Vikare von San Vicente-Puerto Leguízamo
- Luis Augusto Castro Quiroga IMC, 1986–1998, dann Erzbischof von Tunja
- Francisco Javier Múnera Correa IMC, 1998–2013

### Apostolischer Vikar von San Vicente
- Francisco Javier Múnera Correa IMC, 2013–2019

### Bischof von San Vicente del Caguán
- Francisco Javier Múnera Correa IMC, 2019–2021, dann Erzbischof von Cartagena
- William Prieto Daza, seit 2024

## Statistik
| Jahr | Bevölkerung | Bevölkerung | Bevölkerung | Priester     | Priester         | Priester       | Priester               | Ständige Diakone | Ordensleute  | Ordensleute      | Pfarreien |
| Jahr | Katholiken  | Einwohner   | %           | Gesamtanzahl | Diözesanpriester | Ordenspriester | Katholiken je Priester | Ständige Diakone | Ordensbrüder | Ordensschwestern | Pfarreien |
| ---- | ----------- | ----------- | ----------- | ------------ | ---------------- | -------------- | ---------------------- | ---------------- | ------------ | ---------------- | --------- |
| 1990 | 207.000     | 212.000     | 97,6        | 18           | 1                | 17             | 11.500                 |                  | 22           | 12               | 11        |
| 2000 | 130.000     | 150.000     | 86,7        | 31           | 8                | 23             | 4.193                  |                  | 28           | 17               | 15        |
| 2004 | 120.000     | 150.000     | 80,0        | 32           | 7                | 25             | 3.750                  |                  | 35           | 22               | 18        |
| 2010 | 134.000     | 164.000     | 81,7        | 31           | 9                | 22             | 4.322                  |                  | 26           | 23               | 18        |
| 2012 | 120.000     | 142.000     | 84,5        | 37           | 14               | 23             | 3.243                  |                  | 23           | 24               | 18        |
| 2013 | 84.000      | 96.000      | 87,5        | 30           | 14               | 16             | 2.800                  |                  | 16           | 16               | 12        |
| 2018 | 93.000      | 113.530     | 81,9        | 20           | 8                | 12             | 4.650                  |                  | 16           | 15               | 14        |